# Throat Gaggers 3
Throat Gaggers 3 – amerykański film pornograficzny z 2002 roku w reżyserii Robbiego Fischera i Davida Lugera.

## Obsada
- Billy Banks
- Ashley Blue
- Jenna Brooks
- Anthony Hardwood
- Misty Haze
- Brandon Iron
- Aylar Lie	- Diana
- Mr. Marcus
- Rick Masters
- Tony Michaels
- Austin O'Riley
- Gen Padova
- Lisa Parks
- Mr. Pete
- Brian Pumper
- Brooklyn Rose
- Mia Starr (jako Mia Star)
- Brian Surewood
- Morgan Taylor
- Tony Tedeschi
- Violet
- Mark Wood
- Lezley Zen

## Nominacje
W 2004 roku podczas 28. edycji Adult Video News Awards Brandon Iron, Austin O'Riley i Lezley Zen byli nominowani do nagrody AVN Award w kategorii Best Oral Sex Scene - Video.